# Verprobung
Unter Verprobung im Sinne der steuerlichen Betriebsprüfung wird im Allgemeinen die
Überprüfung der Buchführung des Steuerpflichtigen mit Hilfe geeigneter Rechen- und
Denkschemata verstanden. 
Bei der Anwendung der Verprobungsmethoden werden den Daten des betrieblichen Rechnungswesens andere bekannte oder als richtig angesehene Informationen gegenübergestellt und die Ergebnisse dieser Gegenüberstellung interpretiert. Gegenübergestellt werden dabei immer kumulierte Größen. Verprobungen sind demnach immer pauschale Prüfungen einer Gesamtheit von Geschäftsvorfällen. Es wird auf diesem Wege versucht, die Richtigkeit bestimmter Aufzeichnungen und damit die Plausibilität und Ordnungsmäßigkeit der gesamten Buchführung zu überprüfen. 
Je unabhängiger die Vergleichsmaßstäbe von den Zahlen der Buchführung sind, desto größer ist die Aussagekraft der Verprobungsmethode. Diesbezüglich kann man rechnerische und wirtschaftliche Verprobungsmethoden unterscheiden. Bei den meisten rechnerischen Verprobungen arbeitet man ausschließlich mit Daten der Buchführung, aufgrund dessen können zwar fehlerhafte Buchungen aufgedeckt werden, nicht jedoch Sachverhalte, die sich nicht in Buchungen widerspiegeln. Bei den wirtschaftlichen Verprobungsmethoden werden die funktionalen Beziehungen zwischen betrieblichem Gütereinsatz und Betriebsleistung genutzt. Diese Zusammenhänge erlauben das Heranziehen von buchführungsunabhängigen Zahlen, die in einem sachlogischen Zusammenhang zur Buchführung stehen. So können Diskrepanzen zwischen den Daten der Buchführung und dem tatsächlichen betrieblichen Geschehen aufgedeckt werden. Grundsätzlich dienen alle Verprobungsmethoden der Entdeckung von möglichen Fehlerquellen, die dann ggf. einer tiefer gehenden Prüfung unterzogen werden müssen.

## Abstimmprüfung
Die Abstimmprüfung ist eine formelle indirekte Prüfung der Verprobung. Daten, die aus verschiedenen Systemen stammen, aber wegen sachlogischer Zusammenhänge gleich sein müssen, werden visuell oder elektronisch miteinander abgeglichen. Hierdurch erfolgt die Überprüfung des Vorhandenseins und der Vollständigkeit. Mittels Gesamtabstimmung wird überprüft, ob alle Buchungen vollständig aus den Grundbüchern ins Hauptbuch und anschließend in den Jahresabschluss übertragen wurden. Teilabstimmungen beziehen sich auf einen Teil der Buchführung, z. B. Abstimmung einer Nebenbuchhaltug, wie der Lohnbuchhaltung, mit den entsprechenden Hauptbuchkonten. Einzelabstimmungen erfassen jeweils nur einzelne Sachverhalte, wie z. B. ein Konto. Eine Methode der Abstimmprüfung wird beispielhaft anhand eines Kontokorrentkontos dargestellt. Basis hierfür sind die Bestätigungen Dritter.
| Sachverhalt           | Betrag   | Saldo  |
| --------------------- | -------- | ------ |
|                       |          |        |
| Anfangssaldo          |          | 0      |
| 1. Einzahlung         | 12.000 S |        |
| 2. Belastung Gebühren | 5.000 H  |        |
| Endsaldo              |          | 7.000S |

| Sachverhalt          | Betrag   | Saldo    |
| -------------------- | -------- | -------- |
|                      |          |          |
| Anfangssaldo         |          | 0        |
| 3. Auszahlung        | 12.000 H |          |
| 4. Provisionszahlung | 15.000 H |          |
| Endsaldo             |          | 27.000 H |

Probleme ergeben sich oftmals aufgrund stichtagsbezogener Saldenungleichheit. Ursache hierfür sind grundsätzlich Schwebeposten. Dies sind Geschäftsvorfälle, die ein Vertragspartner schon gebucht hat, während der andere noch keine Buchung vollzogen hat. Weitere Ursachen können Fehlbuchungen oder Fraud (Unregelmäßigkeiten) sein. Als Schritt 1 erfolgt die Fortschreibung der Salden um die Schwebeposten: 7.000 S + 15.000 S (Gegenbuchung Nr. 4) = 22.000 S sowie 27.000 H + 5.000 S (Gegenbuchung Nr. 2) = 22.000 H. Die fortgeschriebenen Salden müssen sich spiegelbildlich (hier: 22.000 S und 22.000 H) entsprechen; ansonsten sind nicht alle Schwebeposten erfasst. Im Schritt 2 ist die reale Ausbuchung der Schwebeposten nachzuvollziehen. Besondere Aufmerksamkeit gilt hierbei Stornobuchungen. Diese stellen einen Warenhinweis, Red Flag, für Fraud dar. Da sich zwei wesentliche gegenläufige Sachverhalte zu einer scheinbar unwesentlichen Differenz saldieren können, sind Abstimmungsdifferenzen grundsätzlich nachzuvollziehen. Die turnusmäßige Abstimmung von Konten gehört zu den Grundsätzen ordnungsmäßiger Buchführung und auch zu den Bestandteilen eines internen Kontrollsystems. Hierbei ist das Vier-Augen-Prinzip zu beachten, d. h. wer Verfügungsmacht besitzt, darf nicht abstimmen. Ein Verstoß hiergegen stellt einen weiteren Warnhinweis für Fraud dar.